# EUR區
EUR區是義大利羅馬南部的一個行政區域，名稱源自「Esposizione Universale di Roma」（羅馬萬國博覽會）的縮寫。該區始建於1930年代墨索里尼統治時期，原計劃作為1942年世界博覽會場地，因二戰爆發而未能如期舉辦。戰後，義大利政府繼續開發該區域，將其轉變為羅馬的現代商業與行政中心。EUR區以其獨特的理性主義建築風格與嚴謹的幾何佈局著稱，主要地標包括義大利文明宮（「方形競技場」）、會議宮及羅馬文明博物館。今日，此區匯集了多家政府機構和企業總部，並通過地鐵B線與羅馬市中心相連。

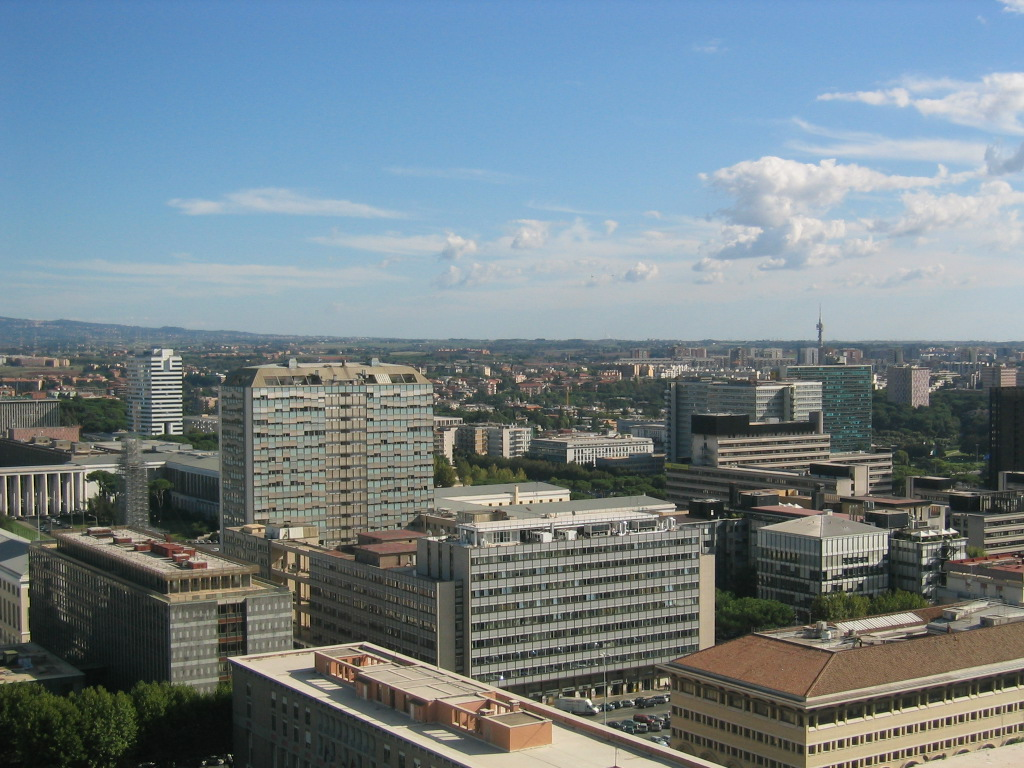
罗马EUR區天際線
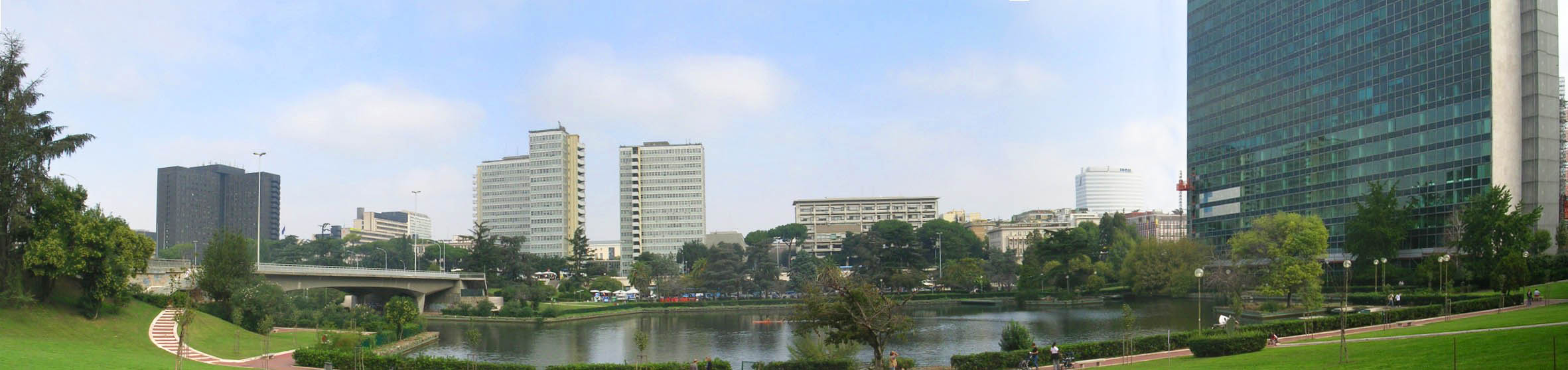
EUR區風貌

## 歷史

### 構想與規劃背景
1935年羅馬市長朱塞佩·博泰向墨索里尼提議申辦1942年萬國博覽會1942年萬國博覽會，以慶祝法西斯黨"進軍羅馬"二十週年。項目由馬切洛·皮亞森蒂尼領導一組知名建築師進行規劃。選址位於羅馬南部，旨在沿現今的哥倫布大街（原帝國大道）將古羅馬與第勒尼安海（地中海的一部分）象徵性地連接，體現法西斯對地中海控制權的野心。1937年4月墨索里尼親自為項目奠基，工程正式啟動。
規劃融合了古羅馬城市布局與現代理性主義，採用嚴格的正交軸線設計，建築宏偉莊嚴、線條硬朗，主要以白色大理石和石灰華建造，呼應古羅馬建築。然而，隨著1939年二戰爆發，資源短缺影響了建設進度。到1942年，原定博覽會無法舉行，大部分建築僅完成外部結構，1943年墨索里尼政權倒台後工程全面停滯。1944年，德軍曾短暫占領該區並將建築改作軍事用途，造成部分損壞。

### 戰後轉型
戰後，新成立的義大利共和國面臨如何處理這一法西斯遺產的問題。經過討論，政府決定保留並重新定位這些建築，賦予它們新的民主含義。1951年成立「EUR機構」專門管理開發工作，標誌著從政治宣傳轉向實用主義城市發展的轉變。關鍵決策是將EUR區從展覽場地轉型為羅馬新的行政商業中心，這順應了羅馬向南擴展的城市發展需求。
1950年代，主要歷史建築陸續完工，包括辦公室、義大利文明宮、奧斯蒂耶恩塞大道聖伯多祿聖保祿聖殿、會議宮等。多個重要博物館進駐，包括羅馬文明博物館和文明博物館，豐富了區域文化內涵。同時，基礎設施建設加速推進，1962年中央湖完工，成為區域景觀焦點。區域規劃特別強調綠色空間，形成"公園區"特色，彌補了羅馬市區綠地不足的問題。1955年起，財政部、衛生部、通訊部、對外貿易部等政府部門計畫遷入EUR區，為區域發展注入活力。

### 發展成熟
1960年代隨著義大利經濟奇蹟，EUR區進入發展黃金期。1960年羅馬奧運會為該區建設提供契機，多個體育設施落成，其中包括由內爾維設計的體育宮。不僅政府機構，埃尼集團（ENI）、義大利國家社會保險局（INPS）、義大利航空公司等大型企業也相繼在此設立總部，使EUR區從單一行政區轉變為多元化商業中心。
到1960年代末，EUR區已形成功能完善的現代城區，城市基礎設施完備，公共空間優質。1970年代後，該區開始吸引中高收入家庭居住，發展為羅馬最受歡迎的住宅區之一。

## 外部連結
- Ver Mensaje Individual（ Skyscraper City .COM）（页面存档备份，存于）
- EUR區管理局https://www.eurspa.it/it/azienda/profilo/la-nostra-storia